# Роґозіна (Ґрифицький повіт)
Роґозіна (пол. Rogozina, нім. Mittelhagen) — село в Польщі, у гміні Тшеб'ятув Ґрифицького повіту Західнопоморського воєводства.
Населення — 170 осіб (2011).
У 1975-1998 роках село належало до Щецинського воєводства.

## Демографія
Демографічна структура станом на 31 березня 2011 року:
|          | Загалом | Допрацездатний вік | Працездатний вік | Постпрацездатний вік |
| -------- | ------- | ------------------ | ---------------- | -------------------- |
| Чоловіки | 88      | 13                 | 65               | 10                   |
| Жінки    | 82      | 15                 | 47               | 20                   |
| Разом    | 170     | 28                 | 112              | 30                   |